# Brux
Pour les articles homonymes, voir Brux (homonymie).
Brux est une commune du Centre-Ouest de la France, située dans le département de la Vienne  en région Nouvelle-Aquitaine.
Ses habitants sont appelés les Brucéens.

## Géographie

### Localisation
La commune de Brux est située a 40 km au sud de Poitiers, la commune est très boisée (800 hectares de bois).

### Communes limitrophes
| Rom (Deux-Sèvres)    | Valence-en-Poitou |         |
| Messé (Deux-Sèvres)  | Brux              | Romagne |
| Vanzay (Deux-Sèvres) | Chaunay           | Blanzay |

### Géologie et relief
La région de Brux présente un paysage  complexe composé de plaines vallonnées plus ou moins boisées, de plaines de champs ouverts, de bocages et de vallées. Le terroir se compose :
- de Terres Rouges peu profondes et moyennement pour 69 % sur les plateaux. Ce sont des sols couleur acajou, siliceux, dérivés d’argiles ferrugineuses à silex provenant d’épandages superficiels du Massif Central ;
- de groie moyenne de la Saintonge boisée pour 29 % et de groies plus profondes pour 2 % dans les plaines.Les groies sont des terres du sud-ouest de la France, argilo-calcaires, peu profondes  - en général de moins de 50 cm d’épaisseur – et  plus ou moins riches en cailloux. Elles sont fertiles et saines et donc, propices à la polyculture céréalière mais elles s’assèchent vite.

Le paysage de bocage dans le département de la Vienne se caractérise par des champs cultivés ou des prés  enclos par des haies avec des alignements plus ou moins continus d'arbres et arbustes. Ces haies si caractéristiques contribuent à une meilleure qualité des eaux, permettent son infiltration et protègent ainsi contre l'érosion des sols. Elles constituent des zones de refuge pour la biodiversité. Elles ont, aussi, un rôle de régulation climatique et de nombreux intérêts agronomiques (brise vent, protection du bétail...). Toutefois, avec la modification des pratiques agricoles (intensification et simplification des cultures, utilisation massive d'herbicides, mécanisation) et les remembrements fonciers à partir des années 50, elles ont laissé la place à un espace plus ouvert et sont menacées de nos jours. Ainsi, au niveau de la région Poitou-Charentes, ce sont plusieurs milliers de kilomètres de haies et d'arbres isolés qui ont disparu. On estime que 35 000 km de haies ont été supprimées depuis les années 1960, soit 36 % de perte en moyenne
En 2006, 78 % de la superficie de la commune était occupée par l'agriculture, 21 % par des forêts et des milieux semi-naturels et 1 % par des zones construites et aménagées par l'homme (voirie). La présence de milieux naturels et semi-naturels riches et diversifiés sur le territoire communal permet d’offrir des conditions favorables à l’accueil de nombreuses espèces pour l'accomplissement de leur cycle vital (reproduction, alimentation, déplacement, refuge). Forêts, landes, prairies et pelouses, cours d’eau et zones humides … constituent ainsi des cœurs de biodiversité et/ou de véritables corridors biologiques.
La forêt privée représente, en 2007, 761 hectares soit 21 % du territoire communal. Les espaces boisés (la moyenne sur la région Poitou-Charentes est de 15  %, et  29,2  % pour la France) sur le territoire communal contribuent à assurer des fonctions de production (bois d’œuvre mais aussi bois énergie), de protection (espèces, qualité des eaux) et sociales (accueil du public). Les forêts les plus anciennes ou implantées dans des conditions écologiques particulières (pentes, bords de cours d'eau, etc.) abritent en général la biodiversité la plus forte. Mais, au cours de l’histoire, pour répondre aux besoins d'une population rurale importante, la forêt poitevine a été intensément défrichée et surexploitée jusqu’à la révolution industrielle. Environ la moitié des forêts actuelles du Poitou n'existait pas il y a 200 ans.

### Hydrographie
La commune est traversée par la Bouleure, affluent de la Dive du Sud, sur 8 km. C'est une rivière temporaire qui devient permanente quelques kilomètres plus en aval sur la commune de Vaux (Vienne).

### Climat
Pour des articles plus généraux, voir Climat de la Nouvelle-Aquitaine et Climat de la Vienne.
Historiquement, la commune est exposée à un climat océanique du nord-ouest.  
En 2020, Météo-France publie une typologie des climats de la France métropolitaine dans laquelle la commune est exposée à un climat océanique altéré et est dans la région climatique  Poitou-Charentes, caractérisée par un bon ensoleillement, particulièrement en été et des vents modérés.
Pour la période 1971-2000, la température annuelle moyenne est de 11,8 °C, avec une amplitude thermique annuelle de 14,8 °C. Le cumul annuel moyen de précipitations est de 900 mm, avec 11,4 jours de précipitations en janvier et 6,9 jours en juillet. Pour la période 1991-2020, la température moyenne annuelle observée sur la station météorologique installée sur la commune est de 12,6 °C et le cumul annuel moyen de précipitations est de 765,0 mm,. Pour l'avenir, les paramètres climatiques de la commune estimés pour 2050 selon différents scénarios d’émission de gaz à effet de serre sont consultables sur un site dédié publié par Météo-France en novembre 2022.
| Mois                                  | jan.          | fév.          | mars          | avril         | mai           | juin          | jui.         | août          | sep.          | oct.          | nov.          | déc.           | année    |
| ------------------------------------- | ------------- | ------------- | ------------- | ------------- | ------------- | ------------- | ------------ | ------------- | ------------- | ------------- | ------------- | -------------- | -------- |
| Température minimale moyenne (°C)     | 2,6           | 2             | 4,1           | 6             | 9             | 12,6          | 14,3         | 13,8          | 11,4          | 9,1           | 5,9           | 3,2            | 7,8      |
| Température moyenne (°C)              | 5,3           | 5,6           | 8,7           | 11,5          | 14,4          | 18,1          | 20,5         | 20,2          | 17,3          | 13,5          | 9,3           | 6,2            | 12,6     |
| Température maximale moyenne (°C)     | 8,1           | 9,3           | 13,3          | 16,9          | 19,7          | 23,6          | 26,7         | 26,5          | 23,2          | 17,9          | 12,7          | 9,3            | 17,3     |
| Record de froid (°C) date du record   | −9,3 06.01.10 | −12 09.02.12  | −3,6 01.03.18 | −4 04.04.22   | 0 02.05.18    | 4,6 11.06.11  | 7,4 01.07.22 | 6,9 24.08.14  | 3,1 20.09.12  | −1,6 29.10.12 | −4,9 30.11.21 | −11,4 19.12.09 | −12 2012 |
| Record de chaleur (°C) date du record | 17,4 01.01.23 | 23,2 27.02.19 | 24,5 31.03.21 | 27,4 21.04.18 | 30,5 18.05.22 | 38,8 18.06.22 | 40 18.07.22  | 38,9 07.08.20 | 37,5 04.09.23 | 31,2 08.10.23 | 22,7 08.11.15 | 17,1 30.12.21  | 40 2022  |
| Précipitations (mm)                   | 73,1          | 60,5          | 53,6          | 59            | 71,7          | 66,6          | 39           | 41,4          | 47,9          | 73,6          | 87,5          | 91,1           | 765      |

## Urbanisme

### Typologie
Au 1er janvier 2024, Brux est catégorisée commune rurale à habitat très dispersé, selon la nouvelle grille communale de densité à sept niveaux définie par l'Insee en 2022.
Elle est située hors unité urbaine et hors attraction des villes,.

### Occupation des sols
L'occupation des sols de la commune, telle qu'elle ressort de la base de données européenne d’occupation biophysique des sols Corine Land Cover (CLC), est marquée par l'importance des territoires agricoles (77,9 % en 2018), une proportion identique à celle de 1990 (77,9 %). La répartition détaillée en 2018 est la suivante : 
terres arables (65 %), forêts (21,2 %), zones agricoles hétérogènes (12,6 %), zones urbanisées (0,9 %), prairies (0,3 %). L'évolution de l’occupation des sols de la commune et de ses infrastructures peut être observée sur les différentes représentations cartographiques du territoire : la carte de Cassini (XVIIIe siècle), la carte d'état-major (1820-1866) et les cartes ou photos aériennes de l'IGN pour la période actuelle (1950 à aujourd'hui).

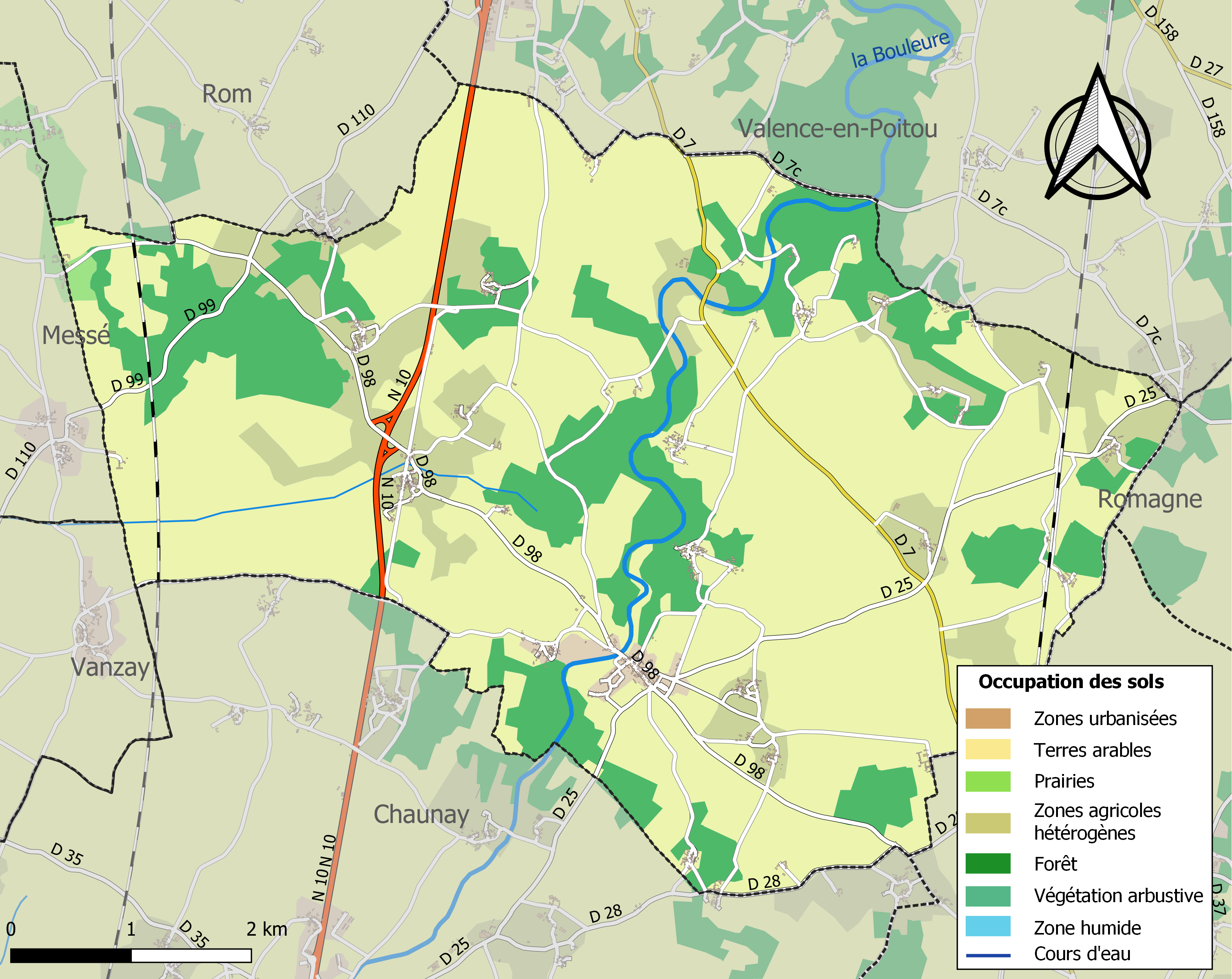
Carte des infrastructures et de l'occupation des sols de la commune en 2018 (CLC).

### Risques majeurs
Le territoire de la commune de Brux est vulnérable à différents aléas naturels : météorologiques (tempête, orage, neige, grand froid, canicule ou sécheresse), inondations, mouvements de terrains et séisme (sismicité modérée). Il est également exposé à un risque technologique,  le transport de matières dangereuses. Un site publié par le BRGM permet d'évaluer simplement et rapidement les risques d'un bien localisé soit par son adresse soit par le numéro de sa parcelle.

#### Risques naturels
Certaines parties du territoire communal sont susceptibles d’être affectées par le risque d’inondation par débordement de cours d'eau, notamment la Bouleure. La commune a été reconnue en état de catastrophe naturelle au titre des dommages causés par les inondations et coulées de boue survenues en 1982, 1999 et 2010,.

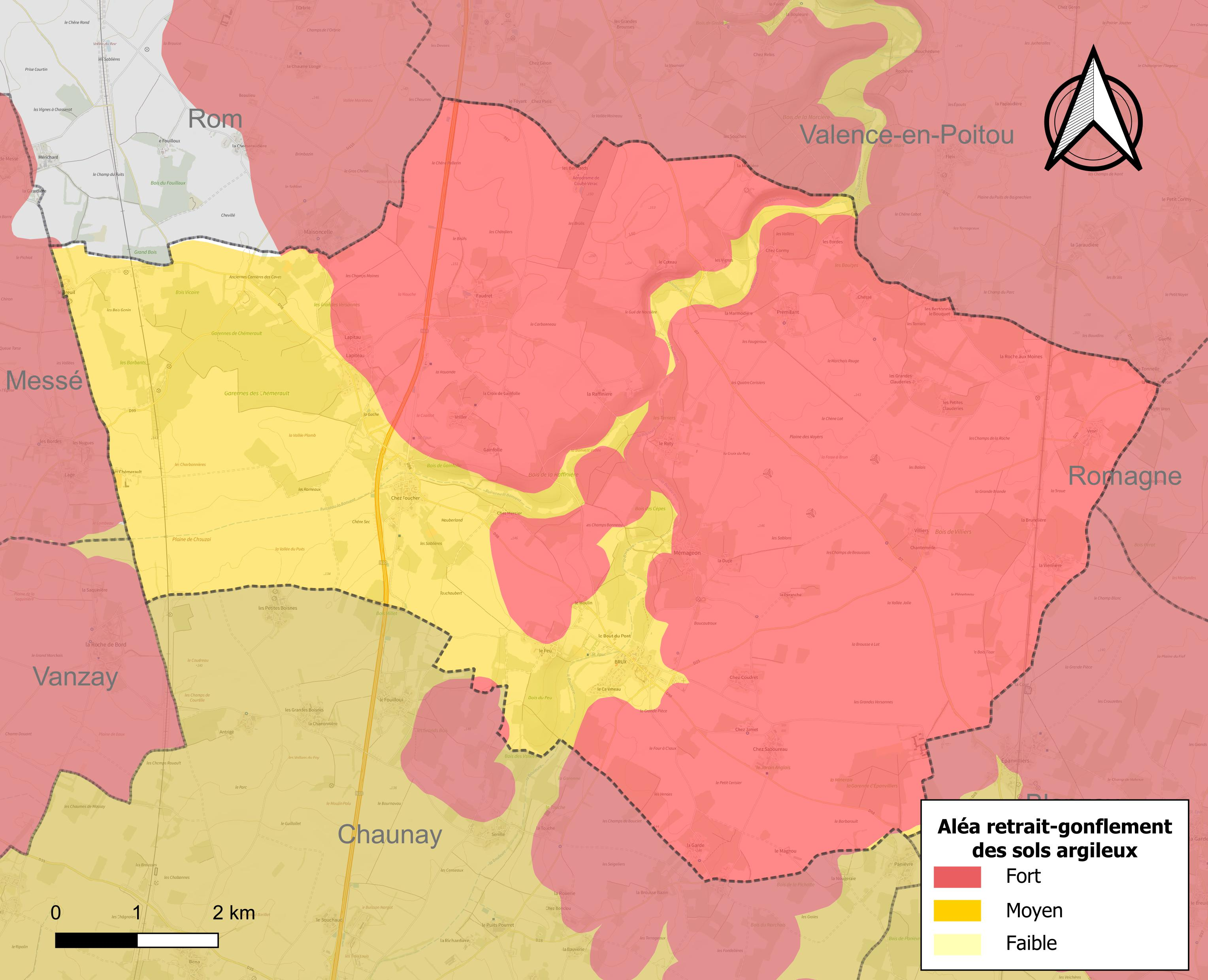
Carte des zones d'aléa retrait-gonflement des sols argileux de Brux.

Les mouvements de terrains susceptibles de se produire sur la commune sont des affaissements et effondrements liés aux cavités souterraines (hors mines) et des tassements différentiels. Afin de mieux appréhender le risque d’affaissement de terrain, un inventaire national permet de localiser les éventuelles cavités souterraines sur la commune. Le retrait-gonflement des sols argileux est susceptible d'engendrer des dommages importants aux bâtiments en cas d’alternance de périodes de sécheresse et de pluie. 99,9 % de la superficie communale est en aléa moyen ou fort (79,5 % au niveau départemental et 48,5 % au niveau national). Depuis le 1er octobre 2020, en application de la loi ÉLAN, différentes contraintes s'imposent aux vendeurs, maîtres d'ouvrages ou constructeurs de biens situés dans une zone classée en aléa moyen ou fort,.
La commune a été reconnue en état de catastrophe naturelle au titre des dommages causés par la sécheresse en 2003 et 2017 et par des mouvements de terrain en 1999 et 2010.

## Toponymie
La localité apparaît pour la première fois dans les textes en 1080 (Brusc). Le nom serait formé du terme occitan bruc (bruyère) et du suffixe -et, désignant une étendue couverte de quelque chose.
Le nom pourrait être aussi d'origine celte.

## Politique et administration

### Liste des maires
| Période                                  | Période    | Identité        | Étiquette | Qualité |
| ---------------------------------------- | ---------- | --------------- | --------- | ------- |
| Les données manquantes sont à compléter. |            |                 |           |         |
| mars 1959                                | avril 1963 | Gaston Ferchaud |           |         |
| mai 1963                                 | mars 2001  | Guy Robert      |           |         |
| mars 2001                                | mars 2008  | Pierre Proust   |           |         |
| mars 2008                                | mars 2014  | Robert Berger   |           |         |
| mars 2014                                | mars 2020  | Marcel Peny     |           |         |
| mars 2020                                | En cours   | Frédéric Texier | LR        |         |

### Instances judiciaires et administratives
La commune relève du tribunal d'instance de Poitiers, du tribunal de grande instance de Poitiers, de la cour d'appel  Poitiers, du tribunal pour enfants de Poitiers, du conseil de prud'hommes de Poitiers, du tribunal de commerce de Poitiers, du tribunal administratif de Poitiers et de la cour administrative d'appel  de  Bordeaux, du tribunal des pensions de Poitiers, du tribunal des affaires de la Sécurité sociale de la Vienne, de la cour d’assises de la Vienne.

### Services publics
Les réformes successives de la Poste ont conduit à la fermeture de nombreux bureaux de poste ou à leur transformation en simple relais. Toutefois, la commune a pu maintenir le sien.

## Démographie
L'évolution du nombre d'habitants est connue à travers les recensements de la population effectués dans la commune depuis 1793. Pour les communes de moins de 10 000 habitants, une enquête de recensement portant sur toute la population est réalisée tous les cinq ans, les populations de référence des années intermédiaires étant quant à elles estimées par interpolation ou extrapolation. Pour la commune, le premier recensement exhaustif entrant dans le cadre du nouveau dispositif a été réalisé en 2007.

En 2022, la commune comptait 765 habitants, en évolution de +5,37 % par rapport à 2016 (Vienne : +0,6 %, France hors Mayotte : +2,11 %).
| 1793  | 1800 | 1806  | 1821  | 1831  | 1836  | 1841  | 1846  | 1851  |
| ----- | ---- | ----- | ----- | ----- | ----- | ----- | ----- | ----- |
| 1 158 | 980  | 1 294 | 1 372 | 1 483 | 1 466 | 1 519 | 1 582 | 1 601 |

| 1856  | 1861  | 1866  | 1872  | 1876  | 1881  | 1886  | 1891  | 1896  |
| ----- | ----- | ----- | ----- | ----- | ----- | ----- | ----- | ----- |
| 1 592 | 1 640 | 1 561 | 1 563 | 1 609 | 1 647 | 1 613 | 1 589 | 1 540 |

| 1901  | 1906  | 1911  | 1921  | 1926  | 1931  | 1936  | 1946  | 1954  |
| ----- | ----- | ----- | ----- | ----- | ----- | ----- | ----- | ----- |
| 1 553 | 1 551 | 1 505 | 1 324 | 1 217 | 1 182 | 1 199 | 1 170 | 1 105 |

| 1962 | 1968 | 1975 | 1982 | 1990 | 1999 | 2006 | 2007 | 2012 |
| ---- | ---- | ---- | ---- | ---- | ---- | ---- | ---- | ---- |
| 996  | 881  | 757  | 741  | 693  | 670  | 677  | 677  | 722  |

| 2017 | 2022 | - | - | - | - | - | - | - |
| ---- | ---- | - | - | - | - | - | - | - |
| 716  | 765  | - | - | - | - | - | - | - |

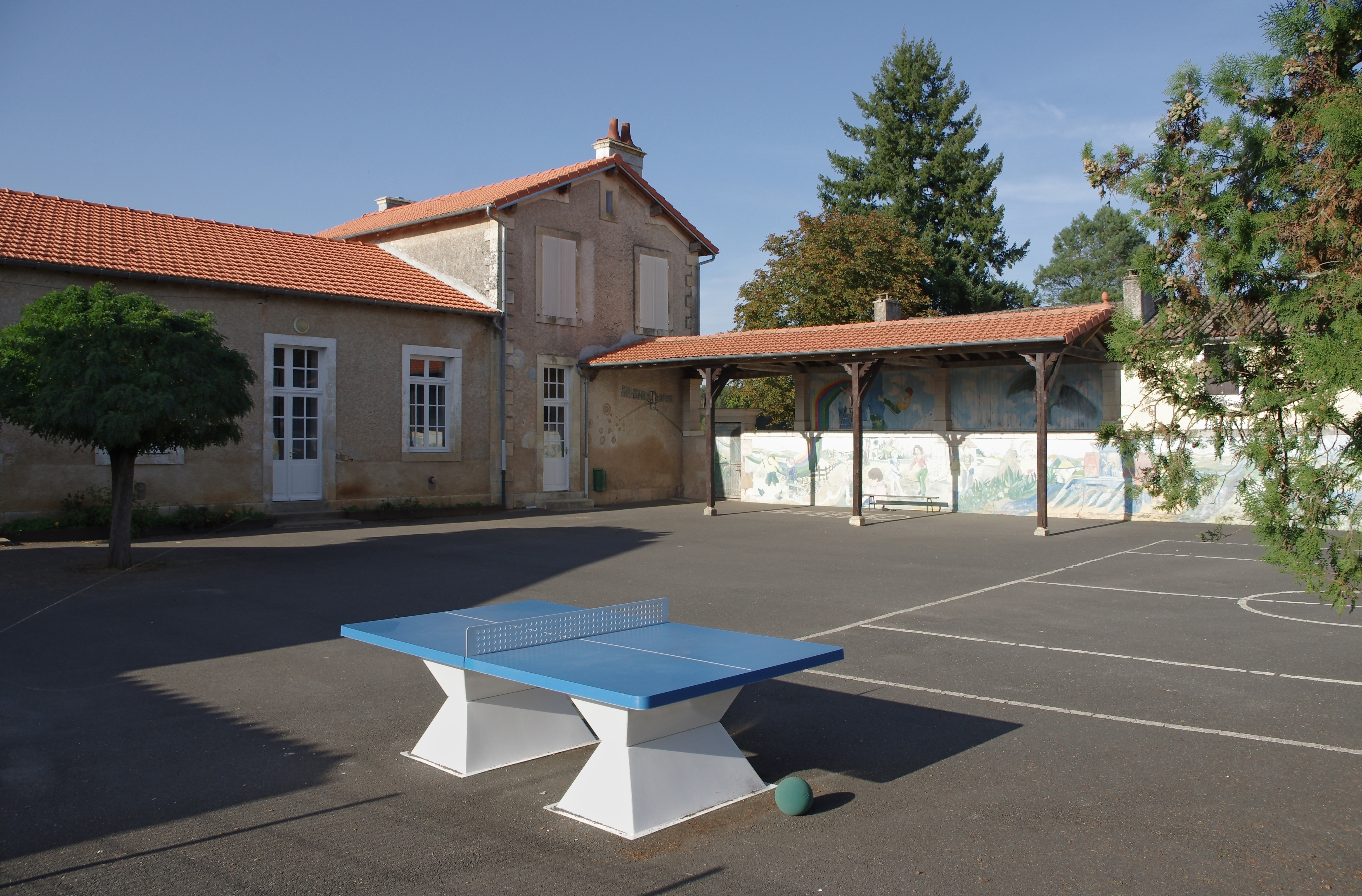

En 2008, la densité de population de la commune était de 19 hab./km2, 61 hab./km2 pour le département, 68 hab./km2 pour la région Poitou-Charentes et 115 hab./km2 pour la France.

## Économie

### Agriculture
Selon la direction régionale de l'Alimentation, de l'Agriculture et de la Forêt de Poitou-Charentes, il n'y a plus que 26 exploitations agricoles en 2010 contre 30 en 2000.
Sur la même période, les surfaces agricoles utilisées ont augmenté de 6 % et sont passées de 1 731 hectares en 2000 à 1 841 hectares en 2010. Ces chiffres indiquent une concentration des terres sur un nombre plus faible d’exploitations. Cette tendance est conforme à l’évolution constatée sur tout le département de la Vienne puisque de 2000 à 2007, chaque exploitation a gagné en moyenne 20 hectares.
56 % des surfaces agricoles sont destinées à la culture des céréales (blé tendre essentiellement mais aussi un peu d'orges et du maïs), 26 % pour les oléagineux (colza et tournesol), 3 % pour les protéagineux, 7 % pour le fourrage et 2 % reste en herbes.
3 exploitations en 2010 (contre 7 en 2000) abritent un élevage de bovins (125 têtes en 2010 contre 158 têtes en 2000) ; 4 exploitations en 2010 (contre 3 en 2000) abritent un élevage d'ovins (135 têtes en 2010 contre 76 têtes en 2000).
L'élevage de chèvres est dominant : 957 têtes en 2010 répartis sur 3 fermes contre 1 011 têtes en 2000 dans 6 exploitations. Cette baisse est révélatrice de l’évolution qu’a connu, en région Poitou- Charente, cet élevage au cours des deux  dernières décennies : division par trois du nombre d’exploitations, augmentation des effectifs moyens par élevage (38 chèvres en 1988, 115 en 2000), division par 10 des chèvreries de 10 à 50 chèvres qui représentaient 50 % des troupeaux en 1988, et multiplication par 6 des élevages de plus de 200 chèvres qui regroupent, en 2000, 45 % du cheptel. Cette évolution des structures de production caprine a principalement pour origine la crise de surproduction laitière de 1990-1991 qui, en parallèle des mesures incitatives, a favorisé des départs d’éleveurs en préretraite et encouragé l’adaptation structurelle des élevages restant. La vocation laitière du troupeau est très forte. Moins de 2 % des élevages caprins sont non laitiers en 2000. La quasi-totalité de la production laitière, en constante augmentation (de 2000 à 2011 : + 44 %) est livrée à l’industrie agro-alimentaire soit 96 % des 485 000 hectolitres  récoltés dans l’ensemble du département de la Vienne en 2004. La production de fromage à la ferme reste très marginale et ne représente que 1 % de la production de lait et 6 % des fermes. 75 % des élevages sont basés sur un système de production de type hors sol, la surface agricole étant destinée essentiellement dans ce cas, à la production de fourrage. 75 % de ces exploitations  n’élèvent que des chèvres. Le dynamisme de cet élevage, l’accent porté sur la qualité des produits a permis d’obtenir les AOC chabichou du Poitou  et Sainte Maure de Touraine pour les fromages produits.

### Développement durable
La construction d'un parc de quatre à cinq éoliennes devrait débuter d'ici fin 2014 sur le site de la Plaine des Noyers.

## Culture locale et patrimoine

### Lieux et monuments

#### Patrimoine civil
- Le château d'Épanvilliers, XVIIe siècle-XVIIIe siècle a été édifié vers 1530 par André de Montalembert. Il a été remanié entre 1700 et 1785 par les marquis de Tryon. Mme de Maintenon y aurait séjourné. L'ancien propriétaire a reconstitué progressivement l'ensemble du domaine au détriment de l'intérieur du château dont de belles pièces ont été vendues (cheminées, boiseries). En 1974, il achetait un premier corps de logis, puis en 1975, la chapelle. Le reste du bâtiment principal l'a été en 1976. Les communs sont acquis en 1992 et les dépendances en 2001. Le bâtiment principal est encadré par deux ailes. Il se distingue par l'ordonnance de sa façade, sobre et élégante. Un superbe escalier, orné d'une rampe en fer forgé, articule la distribution des 32 pièces meublées dans l'esprit du XVIIIe siècle. Le château présente également une collection de jeux anciens. Les façades, les toitures du château, le portail, les douves, l'escalier et les pièces sont inscrits comme Monument Historique depuis 1980 ; les façades et les toitures sud des communs depuis 1997.
- Le logis de Chémerault dont la cheminée est inscrite comme monument historique depuis 1994.

#### Patrimoine religieux
L'église Saint-Martin de Brux est un édifice de style roman du XIIe siècle. L'église est couverte de lauzes comme l'église de Champagné-le-Sec, à l'exception du clocher dont le toit est en tuiles. L'intérieur présente des restes de fresques. L'église est classée comme monument historique depuis 1914.

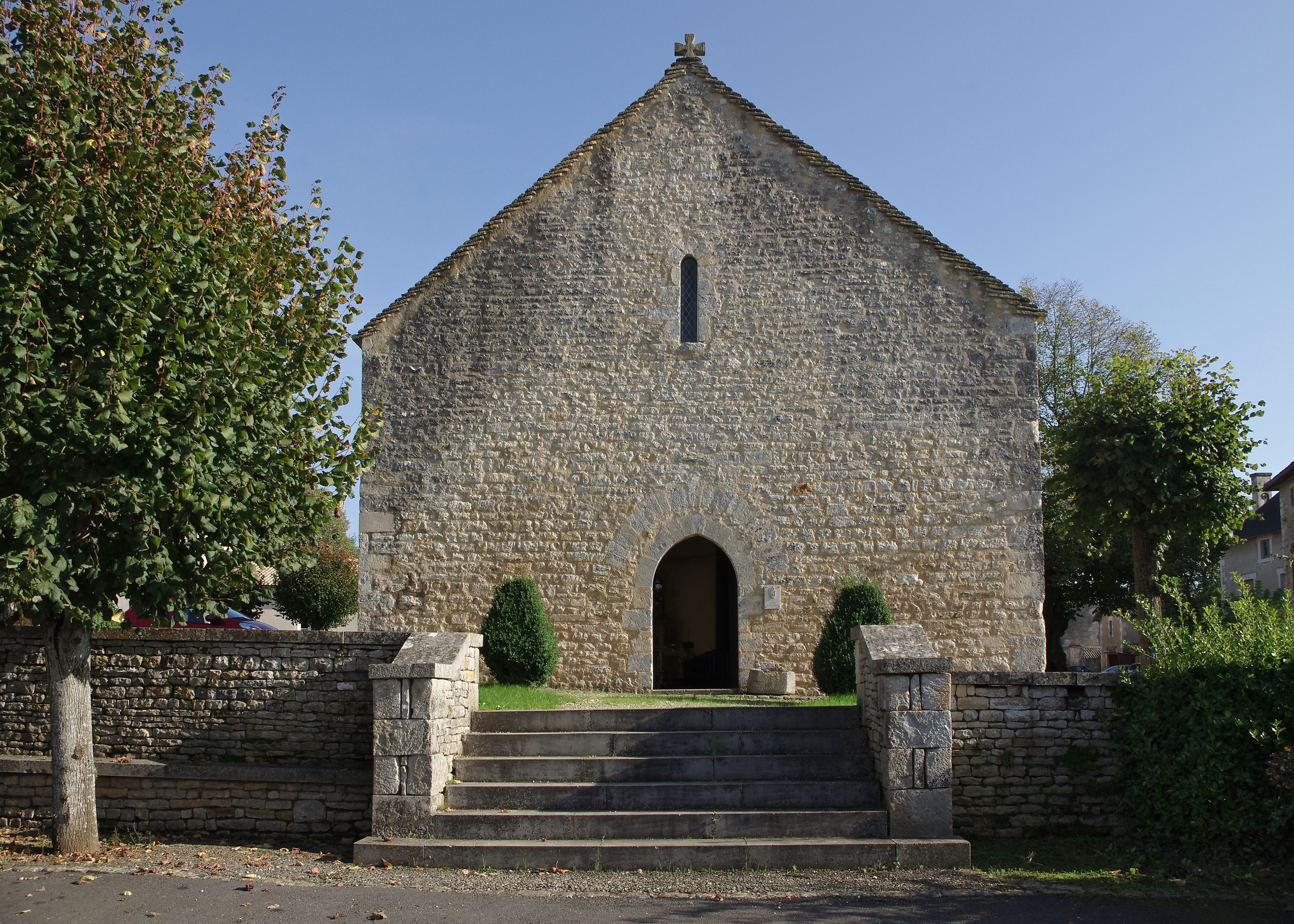
Façade de l'église Saint-Martin.
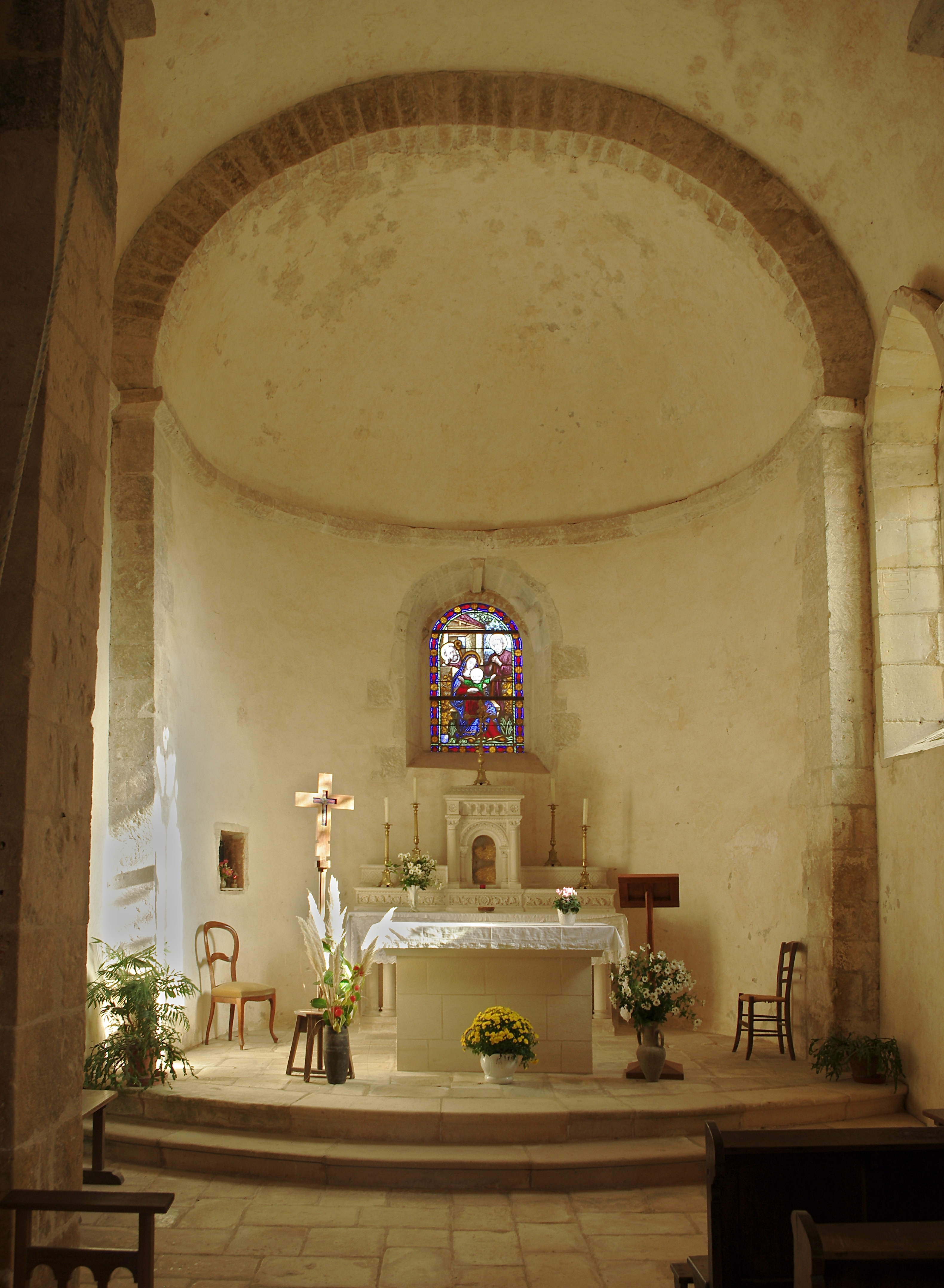
Vue du chœur.
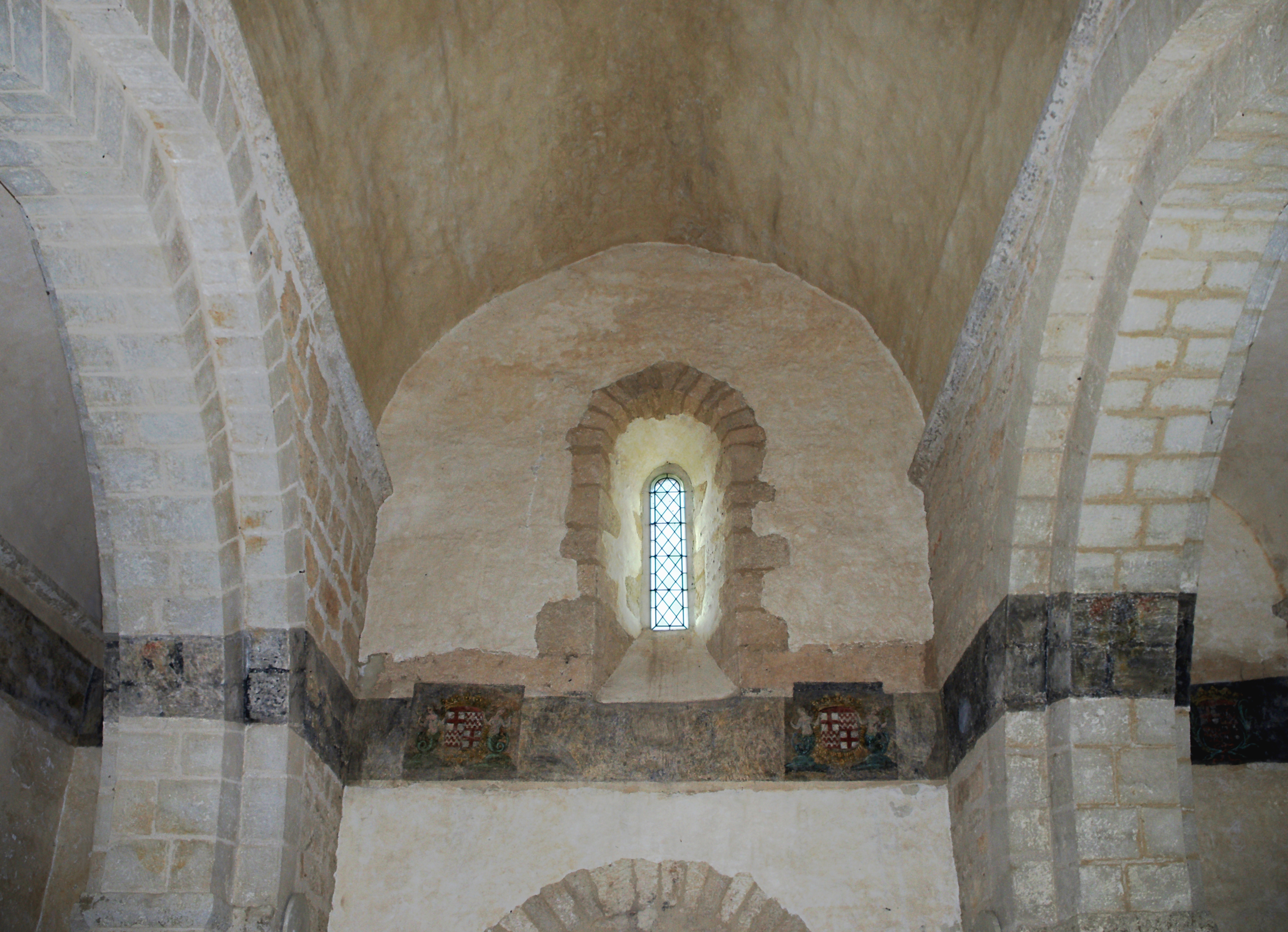
Litre funéraire, mur ouest.
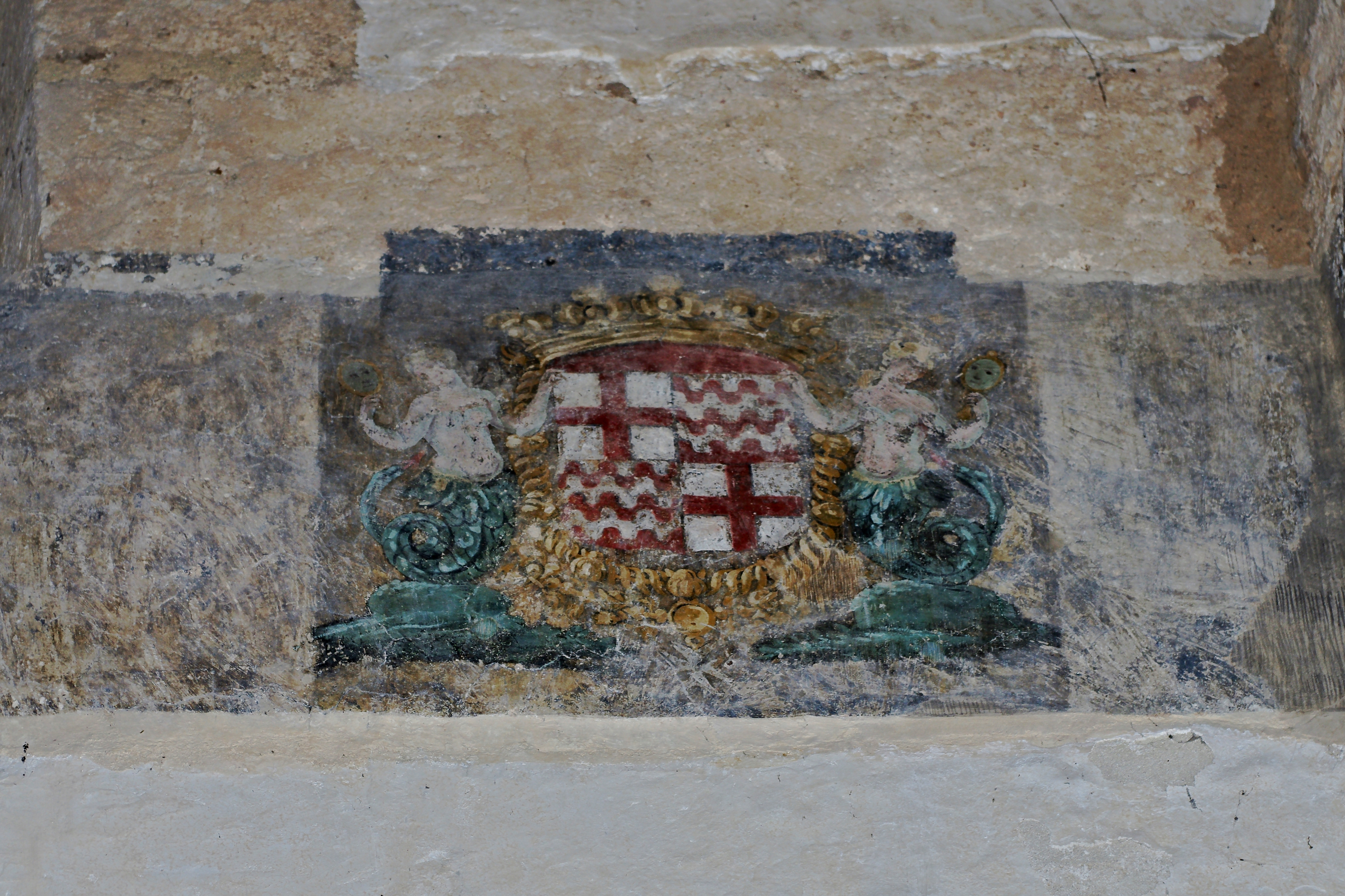
Litre funéraire : détail.
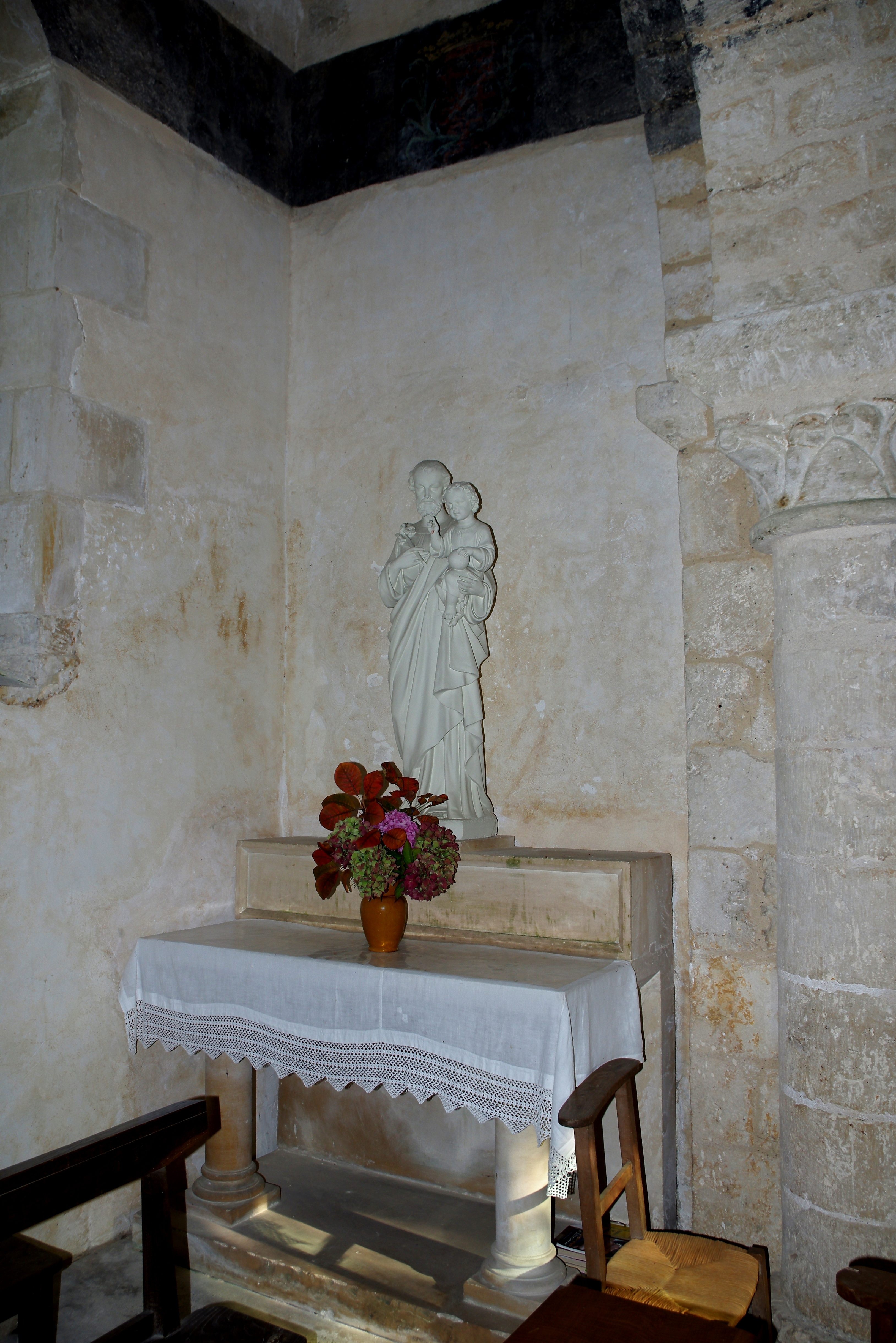
Chapelle latérale nord.

#### Patrimoine naturel
Selon l'Inventaire des arbres remarquables de Poitou-Charentes, il y a quatre arbres remarquables sur la commune qui sont un Cèdre de l'Atlas, un Thuya géant, un Tilleul à petites feuilles et un Érable sycomore.
La plaine de la Mothe Saint-Heray - Lezay est classée par la Directive oiseaux qui assure la protection des oiseaux sauvages et de leurs biotopes. C'est aussi une zone naturelle d'intérêt écologique, faunistique et floristique (ZNIEFF).